# Розенбергер, Карл Оттович
Карл Оттович Розенбергер (нем. Karl Otto Rosenberger; 24 декабря 1806 (5 января 1807), Дерпт, Лифляндская губерния, Российская империя — 17 (29) декабря 1866, Санкт-Петербург, Российская империя) — русский врач, доктор медицины, тайный советник, генерал-штаб-доктор флота. 

## Биография
Родился 24 декабря 1806 года (5 января 1807 года) в Дерпте в семье педагога Отто Розенбергера. После окончания курса в Дерптской гимназии, поступил в 1824 году в Императорский Дерптский университет, где окончил курс в 1829 году со степенью доктора медицины.
После университета некоторое время продолжал своё образование за границей, а затем 1 апреля 1829 года поступил на службу врачом в 32-й флотский экипаж Черноморского флота и принял участие в Турецкой кампании 1828—1829 годов. 23 декабря 1829 года был назначен старшим врачом во 2-й отряд этого флота, 16 октября 1831 года был утверждён старшим лекарем Николаевский морской госпиталь, а в 1832 году откомандирован на эскадру судов, назначенных в Константинополь, в состав вспомогательного Российского отряда, отправленного к берегам Малой Азии под начальством Н. Н. Муравьёва-Карского на помощь султану Махмуду II против восставшего египетского паши Мухаммеда Али. За означенную кампанию Розенбергер в 1833 году был награждён орденом Св. Владимира 4-й степени и бриллиантовым перстнем и получил турецкую золотую медаль.
Прослужив во флоте ещё два года, Карл Розенбергер был уволен, по прошению, от службы 8 октября 1836 года, а в 1839 году поступил вновь на службу — врачом по Министерству внутренних дел и состоял сперва при Медицинском департаменте, затем был медицинским инспектором в Оренбурге, а с 1843 года был главным врачом Калинкинской женской больницы и в 1851—1852 годах состоял представителем России на Парижском санитарном конгрессе. Будучи уже действительным статским советником, Розенбергер 29 октября 1856 года был назначен директором Медицинского департамента Морского ведомства и занимал эту должность до 1860 года.
Карл Оттович принимал большое участие в распоряжениях об очистке Новороссийского края и Бессарабии после минувшей Крымской войны 1853—1856 годов с целью предотвращения заразительных болезней и в 1857 году удостоился высочайшего подарка по чину, а затем в 1858 году награждён орденом Св. Станислава 1-й степени и был избран членом-корреспондентом Морского военно-медицинского учёного комитета.
22 февраля 1860 года Розенбергер был назначен генерал-штаб-доктором флота и исполнял эту обязанность до своей кончины. В пору реформ и преобразований по Морскому ведомству, предпринятых после Крымской войны, рядом с обширными мерами по устройству флота и быта команд, морская гигиена подверглась значительному улучшению в бытность Карла Розенбергера во главе морского медицинского управления. Для руководства командирам судов в дальних заграничных и кругосветных плаваниях были составлены особые санитарные инструкции для сохранения здоровья морских команд. Розенбергер принимал меры к улучшению положения морских врачей и к облегчению получения ими возможных научных сведений, исходатайствовал им командировки за границу для усовершенствования в практической хирургии. При Розенбергере были пересмотрены каталоги медикаментов, изданы положения для госпиталей и постоянных лазаретов, составлена роспись медицинских чинов, а также новый Госпитальный устав и штаты госпиталям, причём в 1862 году он написал любопытную объяснительную записку по проекту штатов для морских военных госпиталей.
1 января 1862 года Розенбергер был произведён «за отличие» в тайные советники, в 1864 году был командирован для осмотра морских госпиталей в Николаев и Севастополь и награждён орденом Св. Анны 1-й степени, а в 1865 году был назначен, с оставлением при прежних должностях, членом особого временного комитета, учреждённого для принятия мер на случай появления холеры в Петербурге; при самом её появлении в столице в 1866 году Карл Оттович был назначен попечителем городской больницы. Розенбергер внёс большой вклад по прекращению эпидемии в столице и удостоился монаршего благоволения, а также награждения императорской короной к ордену Св. Анны 1-й степени. Вскоре после этого, 17 (29) декабря 1866 года Карл Оттович Розенбергер скончался в Санкт-Петербурге. Похоронен на Волковском лютеранском кладбище.
Карл Оттович Розенбергер считается инициатором образования Обществ морских врачей, учреждённых с 1858 года в главных портах России, что положило начало изданию с 1861 года «Медицинских прибавлений» к «Морскому сборнику», в котором за 1859 год Розенбергер напечатал «Практико-медицинские замечания, выведенные из наблюдений в прошедшую войну». Кроме того, им напечатана статья: «Можно ли упразднить карантин» (1851); также Розенбергер писал статьи в «Medicinische Zeitung Russlands» и в «Журнале Министерства внутренних дел» (1847). С 1853 года Карл Розенбергер был директором Тюремного комитета, а с 1857 года — членом Медико-филантропического общества (будущего Императорского человеколюбивого общества). С 1849 по 1856 год Розенбергер был секретарём, а впоследствии председателем Общества немецких врачей в Петербурге. Также принимал участие в Санитарной комиссии Петербургской городской думы и был попечителем Калинкинской больницы. Розенбергеру принадлежат диссертации «De febri puerperali» и «De eclamsia parturientium» (Dorp. 1829).

## Семья
Первым браком Карл Оттович Розенбергер был женат на Доротее Лауре Лемме (1817—1843); брак был бездетным. Вторым браком был женат на Александре Фёдоровне Зеге-фон-Лауренберг (1827—1891), дочери инженер-генерал-лейтенанта Фёдора Францевича Зеге-фон-Лауренберга; в этом браке родился сын Владимир.